# Enciclopedia de México
Enciclopedia de México — национальная энциклопедия Мексики.
Первое издание в 10 томах было опубликовано в 1968 году под редакцией итальянско-мексиканского писателя Гутьерре Тибона.
Более позднее издание было опубликовано в конце 1970-х годов в 12 томах под редакцией историка и академика Хосе Рохелио Альвареса. В энциклопедии есть множество статей, в том числе на темы геологии и форм рельефа, фауны и флоры, миграции людей, этнического состава до завоевания, антропологии и археологии, а также биографический охват, и это самая полная энциклопедия по Мексике на сегодняшний день.